# Göran Olsson (förlagschef)
Lars Göran Olsson, född 1 februari 1943, är en svensk författare och förlagschef bosatt i Örnsköldsvik.
2002 grundade han Argasso bokförlag, vars huvudsakliga utgivning består av lättläst litteratur för barn och ungdomar. Han har själv skrivit tre böcker om friluftsliv som alla gavs ut på Argasso i samlingsvolymen Utfärd 2011.

## Böcker
- Utfärd: friluftsliv, alpinism, friluftsskador,  Argasso bokförlag.  (Oktober 2011)